# Hichiriki

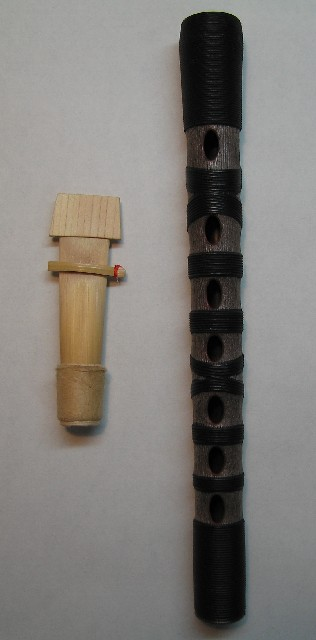
Hichiriki

Hichiriki (jap. 篳篥) ist ein japanisches Blasinstrument mit doppeltem Rohrblatt, das vor allem für die elegante höfische Gagaku-Musik eingesetzt wird. Dort stellt sie nach der bis in die Heian-Zeit (794–1185) zurückreichenden Tradition neben der Bambusquerflöte ryūteki das Hauptmelodieinstrument dar und wird von den Akkorden der Mundorgel shō begleitet. Die hichiriki wird manchmal wegen ihrer äußeren Form als „Doppelrohrblattflöte“ bezeichnet, obwohl sie nach Art der Tonerzeugung keine Flöte ist.
Aufgrund der Doppelblattkonstruktion ist die zylindrische Kurzoboe sehr schwer zu spielen. Die Töne ähneln der Oboe oder der Klarinette und werden vor allem durch den Ansatz des Instruments beeinflusst. Die hichiriki gehört zudem zu den „heiligen“ Instrumenten und wird gerne bei Shinto-Hochzeiten in Japan gespielt. Heute wird sie in Japan bei fast allen Formen traditioneller Musik eingesetzt. 
Die hichiriki hat sich aus der chinesischen guan oder bili entwickelt. Sie gehört zu den asiatischen Kurzoboen und ist verwandt mit der piri in Korea, dem duduk in Armenien, dem balaban in Aserbaidschan und dem mey in der Türkei. Alle diese Instrumente unterscheiden sich durch ihren weicheren Klang und fehlenden Schallbecher von den in Asien weit verbreiteten Oboen vom Typ der surnai und der chinesischen suona. Der Name hichiriki ist durch phonetische Lautverschiebung von der alten chinesischen Oboe pi-li abgeleitet, die erstmals 551 n. Chr. auf einem Relief zu sehen ist.